# الجبهة الشعبية للنهضة الوطنية
الجبهة الشعبية للنهضة الوطنية هي جماعة متمردة تعمل في منطقة تيسي، حيث تلتقي حدود جمهورية إفريقيا الوسطى وتشاد والسودان.
تأسست في عام 2001 على يد أدوم يعقوب «كوغو»، وهو من قدامى المحاربين في جماعات المعارضة المسلحة التشادية. بدأت الجماعة القتال في منطقة دارفور على طول حركة تحرير السودان خلال حرب دارفور. عملت معظم فترة وجودها في جنوب شرق تشاد. وتتكون في الغالب من منطقة وداي ولكن بها أيضًا مقاتلون من المساليت وقبيلة التاما. يعتبر مقاتلوها من ذوي الخبرة العسكرية الكبيرة.

## النشاط
في عام 2001 تم تشكيل المجموعة وبدأت القتال إلى جانب حركة تحرير السودان في غرب دارفور لكن القوات المسلحة السودانية دفعتها إلى الأراضي التشادية. في أواخر عام 2007 انضمت الجبهة إلى اتحاد قوى المقاومة لكنها ظلت مستقلة إلى حد كبير، ولم تترك اتحاد قوى المقاومة إلا بعد عدة أشهر من انضمامها إليه. خلال فترة وجودها في اتحاد قوى المقاومة استلمت 50-60 مركبة من السودان.
خلال معركة أم دام تشاد انسحبت القوات من حاميتها في منطقة تيسي واستخدم هذا للاستيلاء على قرى تيسي وتاماسي وجهانامي، وقاموا بوضع الألغام الأرضية حول المنطقة لحماية أنفسهم. بلغت الجبهة ذروتها في النشاط، حيث بلغ عددهم عدة مئات من المقاتلين.
في 24 أبريل 2010 هاجم الجيش التشادي الجبهة في تاماسي وبحلول 28 أبريل استعادوا السيطرة على جميع المناطق التي كانت تحت سيطرتها. خلال هذا الهجوم قُتل أو أُسر معظم مقاتلي الجبهة، بينما فر زعيمها أدوم إلى أوروبا. واصلت الجبهة العمل في النقطة الثلاثية الحدودية لجمهورية إفريقيا الوسطى وتشاد والسودان كمنظمة متمردة صغيرة، منذ عام 2011 كانت غير نشطة في الغالب.
بحلول عام 2022 كانت الجبهة الشعبية الوطنية تحت قيادة أدوم تعتبر «واحدة من الجماعات المتمردة الرئيسية» في تشاد. وشاركت في محادثات السلام التي كان من المفترض أن تنهي التمرد في شمال تشاد.